# 俄罗斯藏契丹大字手抄本

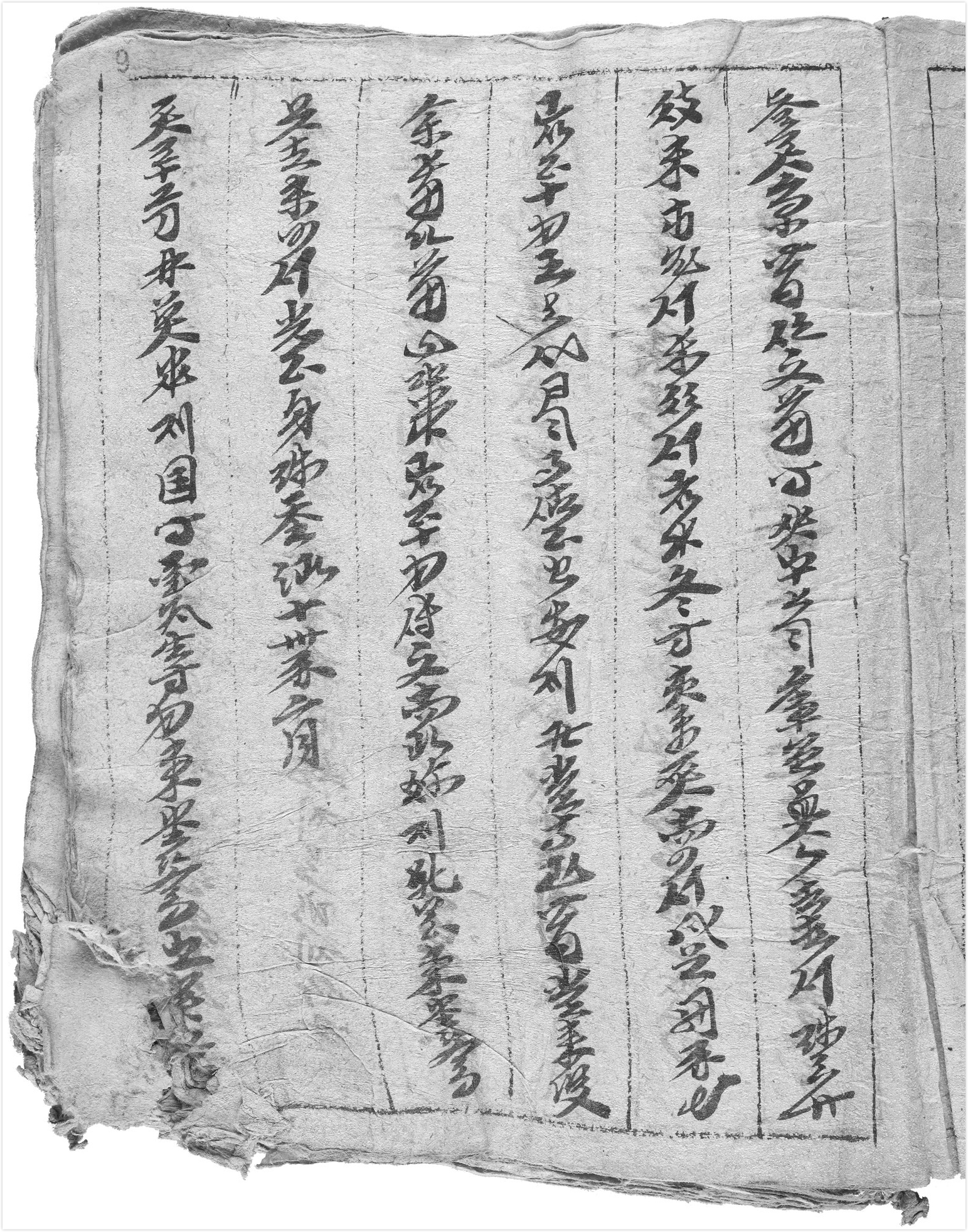
Nova N 176手抄本第9页

俄罗斯藏契丹大字手抄本或Nova N 176是俄罗斯圣彼得堡俄罗斯科学院东方文献研究所（IOM）所藏的一份未破译手抄本。这份出处不明的手抄本于1954年收入馆藏，之后50多年都没人辨识出它是用何种文字书写。直到2010年，IOM研究员维亚切斯拉夫·彼德罗维奇·扎伊采夫（Вячеслав Петрович Зайцев）才证明上面的文字是契丹大字，是10–12世纪契丹人所操的契丹语的两套文字系统之一。

## 说明
该手稿保存在IOM的Nova中国手稿库中（编号N 176，库存编号1055），包含9叠缝在一起的纸、散开的1叠纸、7折散开的对开本，共计127页，以及一个印有契丹文的布套。手抄本被装在一个伊斯兰风格的棕色皮革封面中，不知这皮革封面是否是原始的封装之一。
- 1叠：6对开纸（1–12页）
- 2叠：6对开纸（13–24页）
- 3叠：6对开纸（25–36页）
- 4叠: 5对开纸（37–46页）
- 5叠: 6对开纸（47–58页）
- 6叠: 6对开纸（59–70页）
- 7叠: 5对开纸（71–80页）
- 8叠: 6对开纸（81–92页）
- 9叠: 6对开纸（93–104页）
- 散叠：4½对开纸（105–113页），112页和113页间缺一页
- 7散对开纸（14页，分开编号）

手稿每页都有六条竖线，每列都有17至26个墨水字迹手写字符。手稿大部分内容似为同一人所写。:133

## 历史
该手稿已知最早的保存机构是苏联科学院吉尔吉斯分院语言、文学和历史研究所。1954年或更早的某时，手稿被送往莫斯科俄罗斯科学院东方学研究所（IOS）进行鉴定和破译。1954年11月，手稿又被送往列宁格勒的IOS东方手稿部（后更名为IOM），并一直留到今天。:130
手稿发现地暂不明。吉尔吉斯斯坦位于西辽的统治范围内，且西辽人仍在用契丹文，因此扎伊采夫推测手稿可能来自吉尔吉斯斯坦境内的某处西辽遗址，在西辽时（1124–1218）写成，而不太可能是辽朝灭亡后，逃亡的契丹人带到吉尔吉斯斯坦的物件。扎伊采夫指出，手稿有可能是1953–1954年间对碎叶城遗址（位于今日吉尔吉斯斯坦阿克别西姆）进行考古发掘时发现的。:147–148
该手稿在IOM藏品中被编入女真语手稿组，能检验手稿的少数学者的共识是，它可能是女真文写成的。:130–131虽然该手稿可能十分重要，但直到2010年，扎伊采夫才在IOM科学年会上发表了相关研究，介绍了他对该手稿所用的语言文字的初步发现。

## 内容
2015年，扎伊采夫提出该手稿可分为多个抄写员写就的8份文本，最大的一份是自称“大中央胡里只（*hulʤi）契丹国可汗录”的历史文献。他认为这跟中国史料中提到的失传的辽朝文献相合。目前，该手稿大部尚未被破译，其他文本内容的大意也不甚清楚。与已知的契丹大字碑刻铭文相比较，该手稿在词汇上有着很大不同。

## 破译
解读这份手稿是个巨大的挑战，因为不仅契丹大字尚未被破译，手稿中的文字还是以前所未见的手写体书写的，难以与已破译铭文中的字符互相对应。:146迄今为止，只有一些独用的字符（如“国”“帝”之类），以及两段与已破译契丹大字碑文相对应的文本得到了破译。扎伊采夫确定了第9页第5列末的8个字符表示“重熙十四年（辽兴宗年号，1045）二月”；同一页第6列开始的7个字符表示“大中央[？]契丹国”。:143–146表示“大中央[？]契丹国”的字与1087年所刻《永寧郡公主墓志》上的前七个字完全相同。:162年号“重熙”在各种契丹大字碑文中都有对应。这表明，手稿的年代晚于1045年。

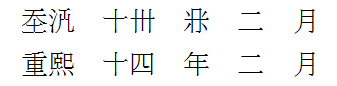
第一行：契丹大字“重熙十四年二月”；
第二行：对应汉字

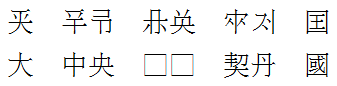
第一行：契丹大字“大中央[？]契丹国”；
第二行：对应汉字

## 重要性
目前已知的以契丹文写就的铭文数量还算多，但尚未发现任何契丹文书籍，也没有对契丹语词汇的汉语释义，这使得破译契丹文的工作举步维艰。直到目前，唯一已知的不是写在文物、石碑上而是见诸经典的契丹文仅有5个字，是1058年被派到辽朝担任使者的王易记下的，明初陶宗仪在《书史会要》中记载，这才有幸流传至今。:169–1702002年，柏林-勃兰登堡科学与人文学院的收藏中，发现了一片记有7个契丹大字及对应的回鹘字母注释的契丹手稿残片。Nova N 176是已知唯一的以契丹文书写的流传至今的完整手稿文本，其重要性不言而喻。
手稿约有1.5万字（20字×6列×127页），大致相当于已知的契丹大字铭文字数（吴英喆与杨虎嫩估测为1.5万字）。:136–137